# Grimpar porte-sabre
Drymornis bridgesii
Genre
Espèce
Statut de conservation UICN

 LC  : Préoccupation mineure
Le Grimpar porte-sabre (Drymornis bridgesii) est une espèce de passereaux, de la famille des furnariidae, la seule représentante du genre Drymornis.
Cet oiseau peuple le nord de l'Argentine et l'Uruguay ainsi que les régions limitrophes de Bolivie, du Paraguay et du Rio Grande do Sul.
Son cadre naturel de vie est formé des forêts et buissons des zones tropicales ou subtropicales sèches.